# Hozumi Tanaka
Hozumi Tanaka  (japans 田中穂積, Tanaka Hozumi, Tokyo, 18 augustus 1948) is een Japanse jazzmuzikant, hij is drummer en slagwerker.
Tanaka speelde in de jaren 70 in de free jazz van Japan, onder meer in het trio van Itaru Oki. Met Oki maakte hij zijn eerste plaatopnames. Hij werkte in het trio van Yuji Ohno, Toshiyuki Miyama en het New Herd Orchestra, met Anthony Braxton (Four Compositions  (1973, met Masahiko Satoh en Keiki Midorikawa), in Masahiko Satoh's band Garandoh, in Now Music Ensemble (met Tadashi Yoshida, Kazutoshi Kakubari, Yoshiaki Fujikawa, Hiroaki Katayama, Keiki Midorikawa) en met Stomu Yamashta's groep East Wind. In de jazz deed hij tussen 1970 en 1975 mee aan negen opnamesessies.